# Ronde van het Baskenland 2012
De 52e editie van de Ronde van het Baskenland (Vuelta al País Vasco) werd van 2 tot en met 7 april 2012 verreden in de autonome regio Baskenland in Spanje over een totale afstand van 835,6 km tussen Gueñes en Oñati. De Ronde van het Baskenland 2012 maakte deel uit van de UCI World Tour 2012.
De editie van 2012 werd gewonnen door de Spaanse renner Samuel Sánchez. Naast het algemeen klassement pakte hij ook het puntenklassement. Allebei de klassementen veroverde hij op de laatste dag tijdens de slottijdrit. Het bergklassement ging deze editie naar de Deen Mads Christensen, hij veroverde dit klassement tijdens de derde etappe en stond deze vervolgens niet meer af. De Italiaan Marco Pinotti mag de groene trui van het sprint klassement mee naar huis nemen, deze veroverde hij tijdens de vijfde etappe, en stond deze vervolgens niet meer af. Het ploegenklassement ging in 2012 naar de Russische formatie Team Katjoesja.

## Deelnemende ploegen
Naast de achttien teams van de UCI-World Tour-ploegen heeft de organisatie van de Ronde van het Baskenland ook twee wildcards weggegeven.
| 18 UCI World Tour-ploegen | 18 UCI World Tour-ploegen | 18 UCI World Tour-ploegen | 2 wildcards       |
| ------------------------- | ------------------------- | ------------------------- | ----------------- |
| AG2R-La Mondiale          | Lampre-ISD                | Sky ProCycling            | Caja Rural        |
| Astana Pro Team           | Liquigas-Cannondale       | Team Garmin-Sharp         | Utensilnord-Named |
| BMC Racing Team           | Lotto-Belisol             | Team Katjoesja            |                   |
| Euskaltel-Euskadi         | Omega Pharma-Quick Step   | Team Movistar             |                   |
| FDJ-BigMat                | Rabobank                  | Saxo Bank-Tinkoff Bank    |                   |
| Orica-GreenEdge           | RadioShack-Nissan-Trek    | Vacansoleil-DCM           |                   |

## Etappe-overzicht
| Etappe | Datum   | Start - Aankomst                      | Afstand  | Type                | Winnaar            | Ploeg             | Klassementsleider  |
| ------ | ------- | ------------------------------------- | -------- | ------------------- | ------------------ | ----------------- | ------------------ |
| 1      | 2 april | Gueñes - Gueñes                       | 153 km   | Heuvelrit           | José Joaquín Rojas | Team Movistar     | José Joaquín Rojas |
| 2      | 3 april | Gueñes - Vitoria-Gasteiz              | 165,7 km | Heuvelrit           | Daryl Impey        | GreenEdge         | José Joaquín Rojas |
| 3      | 4 april | Vitoria-Gasteiz - Alto de Ibardin     | 164 km   | Bergrit             | Samuel Sánchez     | Euskaltel-Euskadi | Samuel Sánchez     |
| 4      | 5 april | Bera de Bidasoa - Santuario de Arrate | 151 km   | Bergrit             | Joaquim Rodríguez  | Team Katjoesja    | Joaquim Rodríguez  |
| 5      | 6 april | Eibar - Oñati                         | 183 km   | Bergrit             | Joaquim Rodríguez  | Team Katjoesja    | Joaquim Rodríguez  |
| 6      | 7 april | Oñati - Oñati                         | 18,9 km  | Individuele tijdrit | Samuel Sánchez     | Euskaltel-Euskadi | Samuel Sánchez     |

## Klassementen-overzicht
| Etappe      | Algemeen           | Punten             | Berg               | Sprint           | Ploegen         |
| 1           | José Joaquín Rojas | José Joaquín Rojas | David de la Fuente | Davide Mucelli   | Vacansoleil-DCM |
| 2           | José Joaquín Rojas | José Joaquín Rojas | David de la Fuente | Julián Sánchez   | GreenEdge       |
| 3           | Samuel Sánchez     | José Joaquín Rojas | Mads Christensen   | Mads Christensen | Team Katjoesja  |
| 4           | Joaquim Rodríguez  | Samuel Sánchez     | Mads Christensen   | Mads Christensen | Team Katjoesja  |
| 5           | Joaquim Rodríguez  | Joaquim Rodríguez  | Mads Christensen   | Marco Pinotti    | Sky ProCycling  |
| 6           | Samuel Sánchez     | Samuel Sánchez     | Mads Christensen   | Marco Pinotti    | Team Katjoesja  |
| Einduitslag | Samuel Sánchez     | Samuel Sánchez     | Mads Christensen   | Marco Pinotti    | Team Katjoesja  |

## Uitslagen

### 1e etappe
| Gueñes - Gueñes 153 km |                    |                       |          |
| Plaats                 | Naam               | Ploeg                 | Tijd     |
| Winnaar                | José Joaquín Rojas | Team Movistar         | 3u57'44" |
| 2                      | Wout Poels         | Vacansoleil-DCM       | z.t.     |
| 3                      | Fabian Wegmann     | Team Garmin-Barracuda | z.t.     |
| 4                      | Daniele Ratto      | Liquigas-Cannondale   | z.t.     |
| 5                      | Arthur Vichot      | FDJ-BigMat            | z.t.     |
| 6                      | Ryder Hesjedal     | Team Garmin-Barracuda | z.t.     |
| 7                      | Gianni Meersman    | Lotto-Belisol         | z.t.     |
| 8                      | Gorka Izagirre     | Euskaltel-Euskadi     | z.t.     |
| 9                      | Francesco Gavazzi  | Astana Pro Team       | z.t.     |
| 10                     | Paolo Bailetti     | Utensilnord-Named     | z.t.     |

| Tussenstand Algemeen klassement |                    |                       |          |
| Plaats                          | Naam               | Ploeg                 | Tijd     |
| Gele trui                       | José Joaquín Rojas | Team Movistar         | 3u57'44" |
| 2                               | Wout Poels         | Vacansoleil-DCM       | z.t.     |
| 3                               | Fabian Wegmann     | Team Garmin-Barracuda | z.t.     |
| 4                               | Daniele Ratto      | Liquigas-Cannondale   | z.t.     |
| 5                               | Arthur Vichot      | FDJ-BigMat            | z.t.     |
| 6                               | Ryder Hesjedal     | Team Garmin-Barracuda | z.t.     |
| 7                               | Gianni Meersman    | Lotto-Belisol         | z.t.     |
| 8                               | Gorka Izagirre     | Euskaltel-Euskadi     | z.t.     |
| 9                               | Francesco Gavazzi  | Astana Pro Team       | z.t.     |
| 10                              | Paolo Bailetti     | Utensilnord-Named     | z.t.     |

### 2e etappe
| Gueñes - Vitoria-Gasteiz 165,7 km |                     |                       |          |
| Plaats                            | Naam                | Ploeg                 | Tijd     |
| Winnaar                           | Daryl Impey         | GreenEdge             | 4u10'07" |
| 2                                 | Allan Davis         | GreenEdge             | z.t.     |
| 3                                 | Davide Appollonio   | Sky ProCycling        | z.t.     |
| 4                                 | José Joaquin Rojas  | Team Movistar         | z.t.     |
| 5                                 | Michael Matthews    | Rabobank              | z.t.     |
| 6                                 | Daniele Ratto       | Liquigas-Cannondale   | z.t.     |
| 7                                 | Francesco Gavazzi   | Astana Pro Team       | z.t.     |
| 8                                 | Fabian Wegmann      | Team Garmin-Barracuda | z.t.     |
| 9                                 | Gianni Meersman     | Lotto-Belisol         | z.t.     |
| 10                                | Daniele Pietropolli | Lampre-ISD            | z.t.     |
|                                   |                     |                       |          |
| 31                                | Bauke Mollema       | Rabobank              | z.t.     |

| Tussenstand Algemeen klassement |                    |                       |          |
| Plaats                          | Naam               | Ploeg                 | Tijd     |
| Gele trui                       | José Joaquin Rojas | Team Movistar         | 8u07'51" |
| 2                               | Daniele Ratto      | Liquigas-Cannondale   | z.t.     |
| 3                               | Fabian Wegmann     | Team Garmin-Barracuda | z.t.     |
| 4                               | Daryl Impey        | GreenEdge             | z.t.     |
| 5                               | Francesco Gavazzi  | Astana Pro Team       | z.t.     |
| 6                               | Gianni Meersman    | Lotto-Belisol         | z.t.     |
| 7                               | Ryder Hesjedal     | Team Garmin-Barracuda | z.t.     |
| 8                               | Michael Matthews   | Rabobank              | z.t.     |
| 9                               | Davide Appollonio  | Sky ProCycling        | z.t.     |
| 10                              | Mauro Santambrogio | BMC Racing Team       | z.t.     |
|                                 |                    |                       |          |
| 24                              | Wout Poels         | Vacansoleil-DCM       | z.t.     |

### 3e etappe
| Vitoria-Gasteiz - Alto de Ibardin 164 km |                       |                         |          |
| Plaats                                   | Naam                  | Ploeg                   | Tijd     |
| Winnaar                                  | Samuel Sánchez        | Euskaltel-Euskadi       | 3u58'15" |
| 2                                        | Joaquim Rodríguez     | Team Katjoesja          | z.t.     |
| 3                                        | Christopher Horner    | RadioShack-Nissan-Trek  | z.t.     |
| 4                                        | Bauke Mollema         | Rabobank                | +12"     |
| 5                                        | Damiano Cunego        | Lampre-ISD              | z.t.     |
| 6                                        | Tony Martin           | Omega Pharma-Quick Step | z.t.     |
| 7                                        | Michele Scarponi      | Lampre-ISD              | z.t.     |
| 8                                        | Sergio Henao          | Sky ProCycling          | z.t.     |
| 9                                        | Robert Kišerlovski    | Astana Pro Team         | z.t.     |
| 10                                       | Lars Petter Nordhaug  | Sky ProCycling          | z.t.     |
|                                          |                       |                         |          |
| 19                                       | Jurgen Van den Broeck | Lotto-Belisol           | z.t.     |

| Tussenstand Algemeen klassement |                       |                         |           |
| Plaats                          | Naam                  | Ploeg                   | Tijd      |
| Gele trui                       | Samuel Sánchez        | Euskaltel-Euskadi       | 12u06'06" |
| 2                               | Christopher Horner    | RadioShack-Nissan-Trek  | z.t.      |
| 3                               | Joaquim Rodríguez     | Team Katjoesja          | z.t.      |
| 4                               | Ryder Hesjedal        | Team Garmin-Barracuda   | +12"      |
| 5                               | Wout Poels            | Vacansoleil-DCM         | z.t.      |
| 6                               | Damiano Cunego        | Lampre-ISD              | z.t.      |
| 7                               | Vasili Kiryienka      | Team Movistar           | z.t.      |
| 8                               | Jurgen Van den Broeck | Lotto-Belisol           | z.t.      |
| 9                               | Robert Kišerlovski    | Astana Pro Team         | z.t.      |
| 10                              | Tony Martin           | Omega Pharma-Quick Step | z.t.      |

### 4e etappe
| Bera de Bidasoa - Santuario de Arrate 151 km |                       |                       |          |
| Plaats                                       | Naam                  | Ploeg                 | Tijd     |
| Winnaar                                      | Joaquim Rodríguez     | Team Katjoesja        | 3u55'56" |
| 2                                            | Samuel Sánchez        | Euskaltel-Euskadi     | +9"      |
| 3                                            | Sergio Henao          | Sky ProCycling        | +12"     |
| 4                                            | Robert Kišerlovski    | Astana Pro Team       | z.t.     |
| 5                                            | Lars Petter Nordhaug  | Sky ProCycling        | +16"     |
| 6                                            | Michele Scarponi      | Lampre-ISD            | z.t.     |
| 7                                            | Jurgen Van den Broeck | Lotto-Belisol         | z.t.     |
| 8                                            | Wout Poels            | Vacansoleil-DCM       | z.t.     |
| 9                                            | Simon Špilak          | Team Katjoesja        | z.t.     |
| 10                                           | Ryder Hesjedal        | Team Garmin-Barracuda | z.t.     |

| Tussenstand Algemeen klassement |                       |                        |           |
| Plaats                          | Naam                  | Ploeg                  | Tijd      |
| Gele trui                       | Joaquim Rodríguez     | Team Katjoesja         | 16u02'02" |
| 2                               | Samuel Sánchez        | Euskaltel-Euskadi      | +9"       |
| 3                               | Christopher Horner    | RadioShack-Nissan-Trek | +21"      |
| 4                               | Robert Kišerlovski    | Astana Pro Team        | +24"      |
| 5                               | Sergio Henao          | Sky ProCycling         | z.t.      |
| 6                               | Ryder Hesjedal        | Team Garmin-Barracuda  | +28"      |
| 7                               | Wout Poels            | Vacansoleil-DCM        | z.t.      |
| 8                               | Jurgen Van den Broeck | Lotto-Belisol          | z.t.      |
| 9                               | Lars Petter Nordhaug  | Sky ProCycling         | z.t.      |
| 10                              | Michele Scarponi      | Lampre-ISD             | z.t.      |

### 5e etappe
| Eibar - Oñati 183 km |                        |                     |          |
| Plaats               | Naam                   | Ploeg               | Tijd     |
| Winnaar              | Joaquim Rodríguez      | Team Katjoesja      | 4u27'16" |
| 2                    | Samuel Sánchez         | Euskaltel-Euskadi   | z.t.     |
| 3                    | Robert Kišerlovski     | Astana Pro Team     | +2"      |
| 4                    | Vasili Kiryienka       | Team Movistar       | +5"      |
| 5                    | Lars Petter Nordhaug   | Sky ProCycling      | z.t.     |
| 6                    | Daniele Ratto          | Liquigas-Cannondale | z.t.     |
| 7                    | Michele Scarponi       | Lampre-ISD          | z.t.     |
| 8                    | Damiano Cunego         | Lampre-ISD          | +7"      |
| 9                    | Rui Costa              | Team Movistar       | z.t.     |
| 10                   | Jean-Christophe Péraud | AG2R-La Mondiale    | z.t.     |
|                      |                        |                     |          |
| 11                   | Jurgen Van den Broeck  | Lotto-Belisol       | z.t.     |
| 16                   | Bauke Mollema          | Rabobank            | +12"     |

| Tussenstand Algemeen klassement |                       |                        |           |
| Plaats                          | Naam                  | Ploeg                  | Tijd      |
| Gele trui                       | Joaquim Rodríguez     | Team Katjoesja         | 20u29'18" |
| 2                               | Samuel Sánchez        | Euskaltel-Euskadi      | +9"       |
| 3                               | Robert Kišerlovski    | Astana Pro Team        | +26"      |
| 4                               | Lars Petter Nordhaug  | Sky ProCycling         | +33"      |
| 5                               | Michele Scarponi      | Lampre-ISD             | z.t.      |
| 6                               | Sergio Henao          | Sky ProCycling         | +34"      |
| 7                               | Jurgen Van den Broeck | Lotto-Belisol          | +35"      |
| 8                               | Ryder Hesjedal        | Team Garmin-Barracuda  | +40"      |
| 9                               | Damiano Cunego        | Lampre-ISD             | z.t.      |
| 10                              | Christopher Horner    | RadioShack-Nissan-Trek | +44"      |
|                                 |                       |                        |           |
| 11                              | Bauke Mollema         | Rabobank               | +45"      |

### 6e etappe
| Oñati 18,9 km (tijdrit) |                        |                         |        |
| Plaats                  | Naam                   | Ploeg                   | Tijd   |
| Winnaar                 | Samuel Sánchez         | Euskaltel-Euskadi       | 28'48" |
| 2                       | Bauke Mollema          | Rabobank                | +6"    |
| 3                       | Tony Martin            | Omega Pharma-Quick Step | +7"    |
| 4                       | Marco Pinotti          | BMC Racing Team         | +15"   |
| 5                       | Damiano Cunego         | Lampre-ISD              | +16"   |
| 6                       | Joaquim Rodríguez      | Team Katjoesja          | +21"   |
| 7                       | Stef Clement           | Rabobank                | +22"   |
| 8                       | Travis Meyer           | GreenEdge               | +24"   |
| 9                       | Moreno Moser           | Liquigas-Cannondale     | +28"   |
| 10                      | Jean-Christophe Péraud | AG2R-La Mondiale        | +31"   |
|                         |                        |                         |        |
| 11                      | Maxime Monfort         | RadioShack-Nissan-Trek  | +32"   |

## Eindklassementen
| Plaats    | Naam                   | Ploeg                   | Tijd      |
| --------- | ---------------------- | ----------------------- | --------- |
| Gele trui | Samuel Sánchez         | Euskaltel-Euskadi       | 20u58'15" |
| 2         | Joaquim Rodríguez      | Team Katjoesja          | +12"      |
| 3         | Bauke Mollema          | Rabobank                | +42"      |
| 4         | Damiano Cunego         | Lampre-ISD              | +47"      |
| 5         | Tony Martin            | Omega Pharma-Quick Step | +54"      |
| 6         | Lars Petter Nordhaug   | Sky ProCycling          | +1'03"    |
| 7         | Jean-Christophe Péraud | AG2R-La Mondiale        | +1'07"    |
| 8         | Michele Scarponi       | Lampre-ISD              | +1'19"    |
| 9         | Christopher Horner     | RadioShack-Nissan-Trek  | +1'27"    |
| 10        | Simon Špilak           | Team Katjoesja          | +1'29"    |
| 11        | Robert Kišerlovski     | Astana Pro Team         | +1'31"    |
| 12        | Jurgen Van den Broeck  | Lotto-Belisol           | +1'36"    |
| 13        | Sergio Henao           | Sky ProCycling          | +1'39"    |
| 14        | Vasili Kiryienka       | Team Movistar           | +1'45"    |
| 15        | Rui Costa              | Team Movistar           | +1'47"    |
| 16        | Daniel Navarro         | Team Saxo Bank          | +1'57"    |
| 17        | Wout Poels             | Vacansoleil-DCM         | +2'01"    |
| 18        | Christophe Riblon      | AG2R-La Mondiale        | +2'10"    |
| 19        | Ryder Hesjedal         | Team Garmin-Barracuda   | +2'26"    |
| 20        | Thomas Danielson       | Team Garmin-Barracuda   | +2'29"    |

| Plaats     | Naam                  | Ploeg             | Punten |
| ---------- | --------------------- | ----------------- | ------ |
| Witte trui | Samuel Sánchez        | Euskaltel-Euskadi | 91     |
| 2          | Joaquim Rodríguez     | Team Katjoesja    | 80     |
| 3          | José Joaquin Rojas    | Team Movistar     | 39     |
|            |                       |                   |        |
| 6          | Bauke Mollema         | Rabobank          | 35     |
| 19         | Jurgen Van den Broeck | Lotto-Belisol     | 14     |

| Plaats      | Naam                  | Ploeg           | Punten |
| ----------- | --------------------- | --------------- | ------ |
| Blauwe trui | Mads Christensen      | Team Saxo Bank  | 35     |
| 2           | David de la Fuente    | Caja Rural      | 30     |
| 3           | José Herrada          | Team Movistar   | 30     |
|             |                       |                 |        |
| 19          | Johnny Hoogerland     | Vacansoleil-DCM | 4      |
| 34          | Jurgen Van den Broeck | Lotto-Belisol   | 1      |

| Plaats      | Naam               | Ploeg           | Punten |
| ----------- | ------------------ | --------------- | ------ |
| Groene trui | Marco Pinotti      | BMC Racing Team | 8      |
| 2           | Mads Christensen   | Team Saxo Bank  | 8      |
| 3           | Robert Kišerlovski | Astana Pro Team | 6      |

| Plaats | Ploeg                  | Tijd      |
| ------ | ---------------------- | --------- |
| 1      | Team Katjoesja         | 63u00'18" |
| 2      | Sky ProCycling         | +2"       |
| 3      | RadioShack-Nissan-Trek | +1'32"    |

Mannen:
1924 · 1925 · 1926 · 1927 · 1928 · 1929 · 1930 · 1931–1934 · 1935 · 1936–1968 · 1969 · 1970 · 1971 · 1972 · 1973 · 1974 · 1975 · 1976 · 1977 · 1978 · 1979 · 1980 · 1981 · 1982 · 1983 · 1984 · 1985 · 1986 · 1987 · 1988 · 1989 · 1990 · 1991 · 1992 · 1993 · 1994 · 1995 · 1996 · 1997 · 1998 · 1999 · 2000 · 2001 · 2002 · 2003 · 2004 · 2005 · 2006 · 2007 · 2008 · 2009 · 2010 · 2011 · 2012 · 2013 · 2014 · 2015 · 2016 · 2017 · 2018 · 2019 · 2020 · 2021 · 2022 · 2023 · 2024 · 2025
Vrouwen: 
2022 · 2023 · 2024 · 2025
 Tour Down Under · 
 Parijs-Nice · 
 Tirreno-Adriatico · 
 Milaan-San Remo · 
 Ronde van Catalonië · 
 E3 Harelbeke · 
 Gent-Wevelgem · 
 Ronde van Vlaanderen · 
 Ronde van het Baskenland · 
 Parijs-Roubaix · 
 Amstel Gold Race · 
 Waalse Pijl · 
 Luik-Bastenaken-Luik · 
 Ronde van Romandië · 
 Ronde van Italië · 
 Critérium du Dauphiné · 
 Ronde van Zwitserland · 
 Ronde van Frankrijk · 
 Ronde van Polen · 
  Eneco Tour · 
 Clásica San Sebastián · 
 Ronde van Spanje · 
 Vattenfall Cyclassics · 
 GP Ouest France-Plouay · 
 Grote Prijs van Quebec · 
 Grote Prijs van Montreal · 
 UCI Ploegentijdrit · 
 Ronde van Lombardije · 
 Ronde van Peking